# Sonate K. 453
La sonate K. 453 en la majeur est une œuvre pour clavier du compositeur italien Domenico Scarlatti.

## Présentation
La sonate K. 453, en la majeur, est notée Andante. Elle ne figure pas dans les manuscrits de Venise et Parme mais dans le second volume des copies de Münster. Elle est le second membre d'une paire avec la sonate précédente et l'unique couple formé de deux mouvements lents.

## Manuscrit
Le manuscrit principal est Münster II 6.

## Interprètes
La sonate K. 453, très peu jouée, est défendue au piano par Bruno Vlahek (2019, Naxos) ; au clavecin par Scott Ross (1985, Erato) et Richard Lester (2007, Nimbus, vol. 7).

## Sources
: document utilisé comme source pour la rédaction de cet article.
- Ralph Kirkpatrick (trad. de l'anglais par Dennis Collins), Domenico Scarlatti, Paris, Lattès, coll. « Musique et Musiciens », 1982 (1re éd. 1953 (en)), 493 p. (ISBN 978-2-7096-0118-4, OCLC 954954205, BNF 34689181).
- Alain de Chambure, « Domenico Scarlatti : Intégrale des sonates — Scott Ross », Erato (2564-62092-2), 1985 (OCLC 891183737) .